# U 549 (Kriegsmarine)
De U 549 was een U-boot van de IX C/40-klasse van de Duitse Kriegsmarine tijdens de Tweede Wereldoorlog. Hij werd tot zijn ondergang gecommandeerd door Kapitänleutnant Detlev Krankenhagen.

## Geschiedenis
De U 549 begon zijn training bij de 4. Unterseebootsflottille op 14 juli 1943 en werd gecommandeerd door Kptlt. Detlev Krankenhagen. Na het voltooien van zijn training werd hij op 1 januari 1944 overgeplaatst naar de 10. Unterseebootsflottille.
De U 549 heeft twee patrouilles uitgevoerd van 1 januari 1944 tot zijn ondergang op 29 mei 1944, waarin hij vliegdekschip USS Block tot zinken bracht en torpedobootjager USS Barr beschadigde. Op 29 mei werd hij ten zuidwesten van Madeira, op positie 31° 13′ 0″ NB, 23° 03′ 0″ WL, tot zinken gebracht door dieptebommen van Amerikaanse destroyer escortschepen USS Eugene E. Elmore en USS Ahrens. Alle 57 bemanningsleden kwamen hierbij om het leven